# 普蘭克鎮區 (愛荷華州基奧卡克縣)
普朗克鎮區（英語：Plank Township）是位於美國愛荷華州基奧卡克縣的一個行政鎮區。

## 地方資料
根據2010年美國人口普查的數據，普朗克鎮區的面積為148.16平方千米，當中陸地面積為148.03平方千米，而水域面積為0.13平方千米。當地共有人口280人，而人口密度為每平方千米1.89人。